# Tenohira/Kurumi
Tenohira/Kurumi (掌/くるみ?) è il venticinquesimo singolo del gruppo musicale giapponese Mr. Children, pubblicato il 19 novembre 2003, ed incluso nell'album Shifuku no Oto. Il singolo ha raggiunto la prima posizione della classifica Oricon dei singoli più venduti in Giappone, vendendo 286 982 copie.

## Tracce
CD Singolo TFCC-89089
1. Tenohira (掌)
2. Kurumi (くるみ)

## Classifiche
| Classifica (2003) | Posizione più alta |
| ----------------- | ------------------ |
| Giappone (Oricon) | 1                  |